# Бернадский, Михаил Адамович
Михаил Адамович Бернадский (Бернацкий) (р. 10 января 1977) — белорусский боксёр-профессионал, призёр чемпионата Европы 2004 года, член Олимпийской сборной Белоруссии 2004 года.
Первый наставник — Александр Помаха, тренировался у Станислава Глушенкова и Валерия Соболева.
С 1993 по 1994 учеба в Гродненском училище олимпийского резерва.
С 1994 г. по 1999 г. учёба в Мозырском педагогическом институте им. Н. К. Крупской. Факультет общетехнических дисциплин и физической культуры. Специализация: учитель трудового обучения и физической культуры.
С 1999 г. по 2003 г. учёба в Международном гуманитарно-экономическом институте. Факультет правоведение. Специализация: юрист.
Спортивная карьера: Многократный победитель чемпионата и Кубка РБ, международных турниров класса "А".
Принимал участие в трёх чемпионатах мира- Бангкок 2003, Чикаго 2007, и Милан 2009.
На чемпионате Европы в Хорватии 2004 выиграл два боя досрочно у боксеров из Греции и Финляндии,а за выход в финал уступил немцу Виталию Тайберту. Занял третье место
На Олимпийских играх в Афинах 2004 г. выиграл у чемпиона панамериканских игр колумбийца Ликара Рамоса,но за выход в четвертьфинал проиграл боксеру из Румынии Симиону и занял 9-е место.
После перехода в профессионалы стал чемпионом лиги Таффайт " Бои на выживание".
Интересный факт: Фамилия Бернадский была записана отцу Михаила во время переоформления  документов по ошибке. Правильно фамилия звучит как Бернацкий. В 2011 году Михаил оформил паспорт для правильного написания родовой фамилии.